# Пустельний жайворонок
Пустельний жайворонок (Ammomanes) — рід горобцеподібних птахів родини жайворонкових (Alaudidae). Представники цього роду мешкають в Азії і Північній Африці.

## Опис
Представники роду Ammomanes є дрібними жайворонками, середня довжина тіла яких становить 14-17 см, а вага — 14-30 г. Їхні дзьоби відносно міцні, невеликої або середньої довжини. Ніздрі захищені дрібними жмутиками пір'їв, що відрізняє пустельних жайворонків від фірлюків. Крила пустельних жайворонків довгі і широкі, десяте махове перо помітне навіть коли крило згорнуте. Хвіст короткої або середньої довжини. Задній кіготь дещо вигнутий, його довжина приблизно дорівнює довжині заднього пальця. Оперемення пустельних жайворонків має маскувальне забарвлення, яке варіюється від світло-піщано-сірого до рожевувато-коричневого і темно-сірого.
Пустельні жайворонки поширені від Мавританії до Індії. Вони живляться комахами і насінням. Гніздяться на землі. Пустельні жайворонки співають в польоті або сівши на високому місці.

## Види
Виділяють три види:
- Жайворонок вохристий (Ammomanes cinctura)
- Жайворонок рудохвостий (Ammomanes phoenicura)
- Жайворонок пустельний (Ammomanes deserti)

Намібійського жайворонка раніше також відносили до роду Ammomanes.

## Етимологія
Наукова назва роду Ammomanes походить від слів дав.-гр. αμμος — пісок і μανης — захоплюватись.